# Притхви (король Непала)
Притхви Бир Бикрам Шах Дэв (18 августа 1875 — 11 декабря 1911) — король Непала с 17 мая 1881 по 11 декабря 1911 года. Родился 18 августа 1875 года в семье короля Сурендры, вступил на престол после смерти своего отца 17 мая 1881 года. Фактической властью не обладал, поскольку она находилась в руках у семейства премьер-министров Рана. После внезапной смерти 11 декабря 1911 года ему наследовал сын Трибхуван.